# Тентакуляти
Тентакула́ти (Tentaculata) — клас морських тварин типу Реброплави. Спільною особливістю цього класу є пара довгих, пухнастих, скорочувальних щупалець, які втягнуті в спеціалізованих миготливих оболонках. У деяких видів, основні щупальці скорочуються, і вони мають менші вторинні щупальці. Щупальці мають колобласти, які є липкими клітинами, що створюють пастку дрібній здобичі.
Розмір і форма тіла коливається в широких межах. У цю групу входять невеликі, овальні морські агруси (рід Pleurobrachia), знайдені на обох атлантичних і тихоокеанських узбережжях. Більш плоский вид роду Mnemiopsis, близько 10 см у довжину, поширений на півночі Атлантичного узбережжя, має великий рот і в основному харчується личинками молюсків і копеподами. Цей вид має люмінесцентне забарвлення. Схожий, але більший, рід Leucothea поширений на узбережжі Тихого океану. Пояс Венери (рід Cestum) являє собою плоскі, стрічкові форми розміром більше 90 см у довжину, і проживає в тропічних водах.